# هانس داهل
هانس داهل (8 أبريل 1900 - 16 يونيو 1977) هو لاعب كرة قدم نرويجي.

## وصلات خارجية
- هانس داهل على موقع اتحاد النرويج (النرويجية)
- هانس داهل على موقع قاعدة بيانات كرة القدم.إي يو (الإنجليزية)
- هانس داهل على موقع ناشيونال فوتبول تيمز (الإنجليزية)
- هانس داهل على موقع عالم كرة القدم.نت (الإنجليزية)